# Temporada da NFL de 1925
A Temporada de 1925 da National Football League foi a 6º temporada do principal torneio de futebol americano dos Estados Unidos. O campeão foi o Chicago Cardinals.

## Tabela

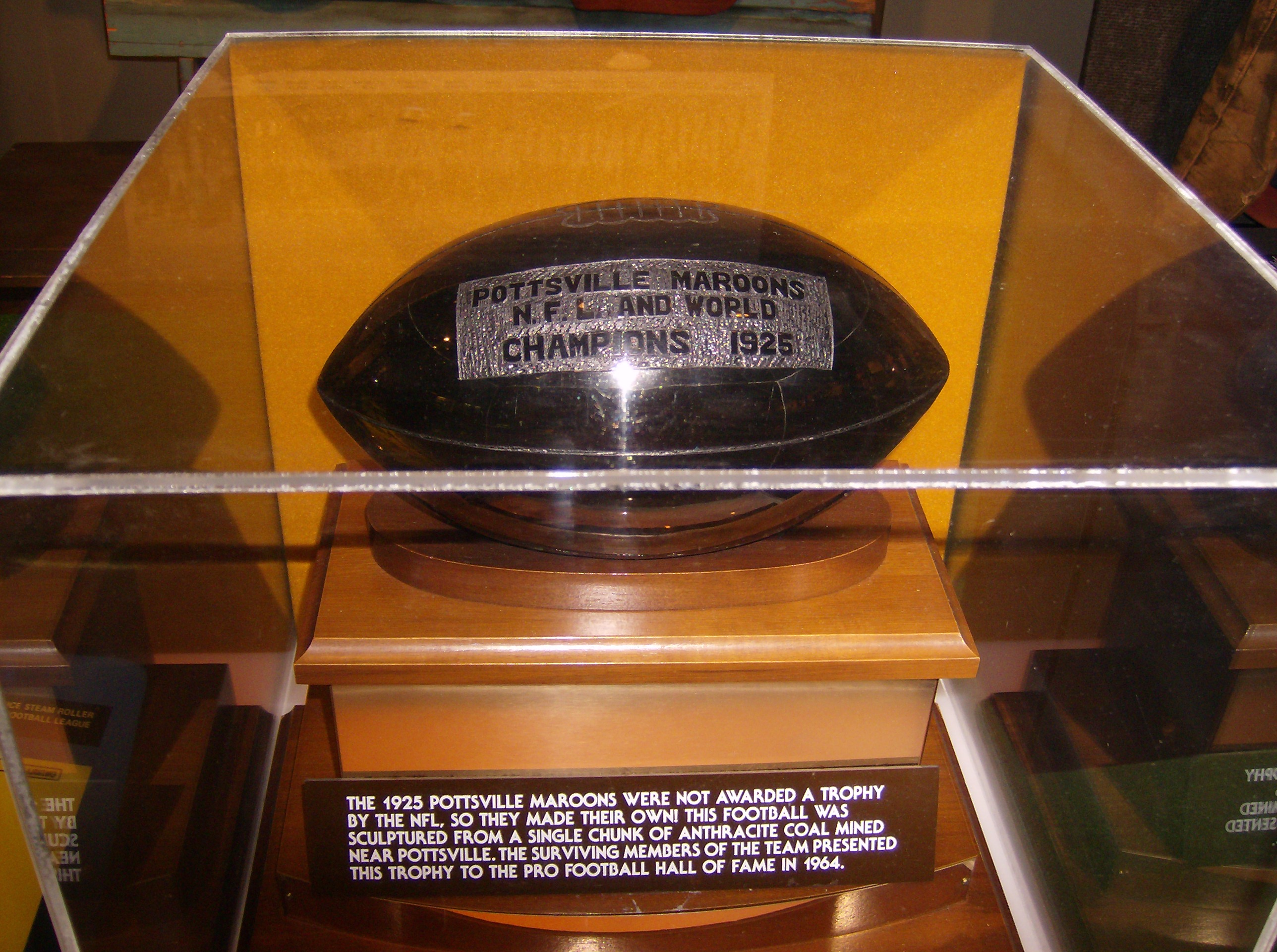
O troféu dos Maroons (esculpido em carvão antracito), feito em 1925 e agora está no Pro football Hall of Fame depois de ter sido doado por membros sobreviventes da equipe em 1964.

| Chicago Cardinals        | 11 | 2 | 1 | 84,6% | 230 | 65  |
| Pottsville Maroons       | 10 | 2 | 0 | 83,3% | 270 | 45  |
| Detroit Panthers         | 8  | 2 | 2 | 80%   | 129 | 39  |
| New York Giants          | 8  | 4 | 0 | 66,7% | 122 | 67  |
| Akron Pros               | 4  | 2 | 2 | 66,7% | 65  | 51  |
| Frankford Yellow Jackets | 13 | 7 | 0 | 65%   | 190 | 169 |
| Chicago Bears            | 9  | 5 | 3 | 64,3% | 158 | 96  |
| Rock Island Independents | 5  | 3 | 3 | 62,5% | 99  | 58  |
| Green Bay Packers        | 8  | 5 | 0 | 61,5% | 151 | 110 |
| Providence Steam Roller  | 6  | 5 | 1 | 54,5% | 111 | 101 |
| Canton Bulldogs          | 4  | 4 | 0 | 50%   | 50  | 73  |
| Cleveland Bulldogs       | 5  | 8 | 1 | 38,5% | 75  | 135 |
| Kansas City Cowboys      | 2  | 5 | 1 | 28,6% | 65  | 97  |
| Hammond Pros             | 1  | 4 | 0 | 20%   | 23  | 87  |
| Buffalo Bisons           | 1  | 6 | 2 | 14,3% | 33  | 113 |
| Rochester Jeffersons     | 0  | 6 | 1 | 00%   | 26  | 111 |
| Dayton Triangles         | 0  | 7 | 1 | 00%   | 3   | 84  |
| Duluth Kelleys           | 0  | 3 | 0 | 00%   | 6   | 25  |
| Milwaukee Badgers        | 0  | 6 | 0 | 00%   | 7   | 191 |
| Columbus Tigers          | 0  | 9 | 0 | 00%   | 28  | 124 |

## A controvérsia da final
Muita controvérsia girou em torno da final do campeonato de 1925. Oficialmente, o Chicago Cardinals são listados como os campeões da temporada de 1925 da NFL porque terminaram com a melhor melhor campanha; no entanto, muitos fãs de Pottsville Maroons na época afirmaram que eles foram os campeões legítimos. Os Maroons e os Cardinals eram os principais favoritos para o título, com Pottsville vencendo o último confronto entre as equipes no final da temporada por 21 a 7. Mas os Maroons marcaram um jogo extra contra os All-Stars da Universidade de Notre Dame em Filadélfia (e venceram por 9 a 7) no mesmo dia que os Frankford Yellow Jackets deveriam disputar uma partida na mesma cidade. Frankford protestou dizendo que estavam violando seus direitos territoriais protegidos.
Embora o presidente da NFL, Joe Carr, avisou por carta os Maroons que eles poderiam ser suspensos se jogassem em Filadélfia, sendo que os Maroons afirmaram que Carr já havia aprovado o jogo anteriormente durante um telefonema e a partida acabou acontecendo. Em resposta, Carr multou o clube, suspendeu todos os seus direitos e privilégios na liga (incluindo o direito de jogar pelo campeonato da NFL) e devolveu sua franquia à liga.
Em 2003, a NFL decidiu novamente examinar o caso sobre a final de 1925. Em outubro daquele mesmo ano, a NFL votou por 30 a 2 por não reabrir o caso, com Philadelphia e Pittsburgh, as duas equipes da Pensilvânia, sendo as únicas a votar a favor. Assim, os Cardinals ainda são listados como os campeões de 1925.
Se o atual sistema (pós-1972) de contagem de empates como metade de uma vitória e metade de um empate tivesse acontecido em 1925, os Maroons teriam vencido o campeonato com um percentual de vitória de 83,3%, enquanto os Cardinals terminariam em segundo com 82,1%, no final.